# Match des Champions (Eishockey)
Das Match des Champions ist ein Eishockeywettbewerb aus Frankreich, der seit 2007 jährlich vom französischen Eishockeyverband zwischen dem französischen Meister und dem französischen Pokalsieger ausgetragen wird.

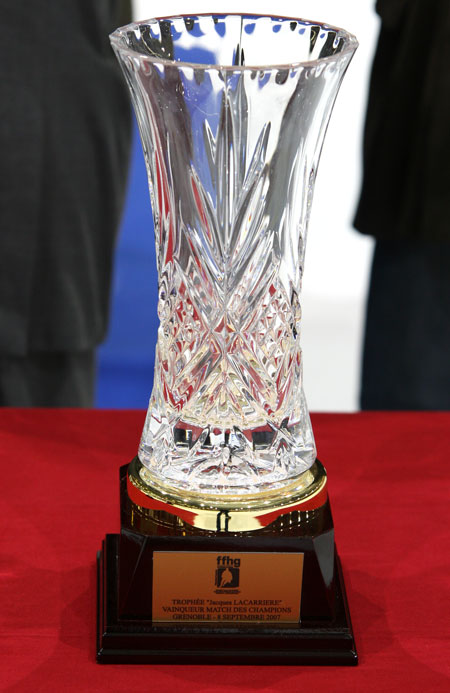
Die Trophée Jacques Lacarrière

Der Sieger des Spiels erhält die „Trophée Jacques Lacarrière“, die nach dem Gründer des französischen Eishockeyverbands und zweimaligem Teilnehmer an den Olympischen Winterspielen Jacques Lacarrière benannt ist.

## Geschichte
Nachdem die erste Ausgabe das Match des Champions von der ASG Angers  2007 gewonnen wurde und diese Grenoble Métropole Hockey 38 noch knapp in deren Arena mit 3:2 n. V. besiegten, gewann Grenoble im zweiten Anlauf 2008 mit einem 3:1-Erfolg über den amtierenden Meister Rouen Hockey Élite 76 die Trophäe.

## Austragungen
| Jahr | Sieger                        | Verlierer                     | Ergebnis  |
| ---- | ----------------------------- | ----------------------------- | --------- |
| 2007 | ASG Angers                    | Brûleurs de Loups de Grenoble | 3:2 n. V. |
| 2008 | Brûleurs de Loups de Grenoble | Rouen Dragons                 | 3:1       |
| 2009 | Brûleurs de Loups de Grenoble | Diables Rouges de Briançon    | 1:0       |
| 2010 | Rouen Dragons                 | Ducs d’Angers                 | 3:2       |
| 2011 | Brûleurs de Loups de Grenoble | Rouen Dragons                 | 6:1       |
| 2012 | Rouen Dragons                 | Ducs de Dijon                 | 3:1       |
| 2013 | Diables Rouges de Briançon    | Rouen Dragons                 | 4:2       |
| 2014 | Ducs d’Angers                 | Diables Rouges de Briançon    | 4:1       |
| 2015 | Rouen Dragons                 | Gap Hockey Club               | 4:2       |
| 2016 | Rouen Dragons                 | Gap Hockey Club               | 3:2 n. P. |
| 2017 | Brûleurs de Loups de Grenoble | Gap Hockey Club               | 6:4       |